# Epichthonodes caustopola
Epichthonodes caustopola är en fjärilsart som beskrevs av Edward Meyrick 1938. Epichthonodes caustopola ingår i släktet Epichthonodes och familjen spinnmalar. Inga underarter finns listade i Catalogue of Life.